# Palazzo della Panetteria

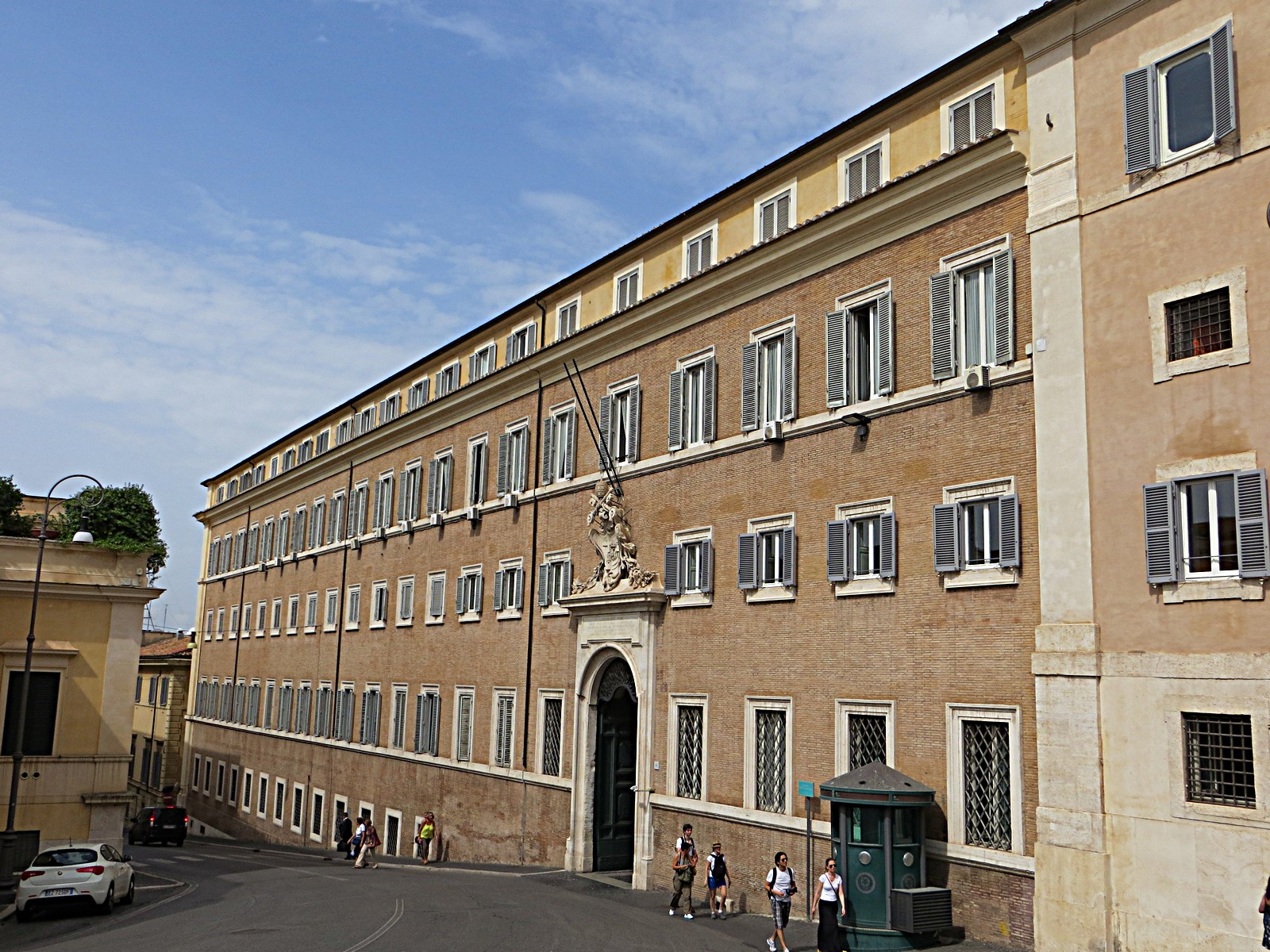
Vista do palácio.

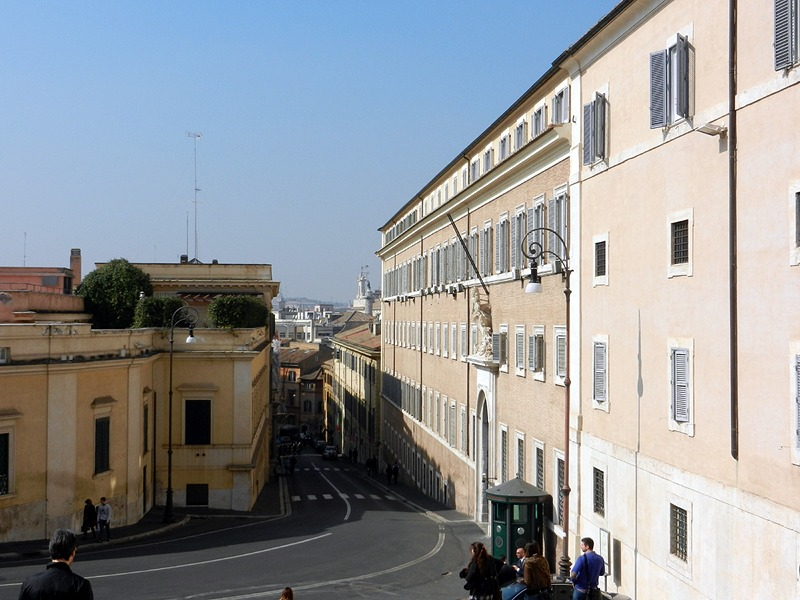
Vista do palácio em primeiro plano, à direita, de frente para a Via della Dataria. No fundo, também à direita, o Palazzo della Dataria. Do outro lado da rua, o Palazzo San Felice.

Palazzo della Panetteria, cujo nome oficial era Palazzo della Famiglia Pontificia, é um palácio localizado na Via della Dataria, no rione Trevi de Roma, entre o Palazzo della Dataria e o Palácio Quirinal.

## História
Este palácio tem este nome por que a Panetteria Apostolica ("padaria apostólica") ficava nas imediações. O edifício, um anexo do Palácio Quirinal ao qual se chega através da Torre de Urbano VIII (ou "Torre da Guarda Suíça"), foi construído por Paolo Posi entre 1764 e 1766 por ordem do papa Paulo V para abrigar a família pontifícia. Esta "família" não eram realmente os membros da família do papa e sim criados, servos e assistentes que trabalhavam para o papa, que vivia no Palácio Quirinal.
Ainda no século XVIII, o papa Clemente XIII determinou a completa reconstrução do edifício, como recorda a inscrição colocada acima do belo portal arquitravado e com tímpano em arco e encimada por um brasão do papa, que era da famíalia Rezzonigo. 
Ele ainda hoje funciona como um anexo do Palácio Quirinal, que é a residência oficial do presidente da Itália.

## Descrição
O palácio se apresenta numa longa fachada em três pisos com janelas emolduradas em mármore. No piso térreo, à esquerda, está o portal que, por causa do desnível da rua, dá acesso diretamente ao piso nobre. O ático acima do beiral é uma adição do século XIX (1814).
Seu interior foi modificado no final do século XIX quando novas instalações, incluindo uma garagem para carruagens, foram construídas no pátio.